# Leucocelis rufiventris
Leucocelis rufiventris är en skalbaggsart som beskrevs av Moser 1913. Leucocelis rufiventris ingår i släktet Leucocelis och familjen Cetoniidae. Inga underarter finns listade i Catalogue of Life.